# Oded Kogut
Oded Kogut (Hebreeuws: עודד קוגוט) (14 februari 2001) is een Israëlisch wielrenner die in 2024 prof werd bij Israel-Premier Tech.

## Carrière
Als tweedejaars junior werd Kogut nationaal kampioen tijdrijden. Later dat jaar deed hij in dezelfde discipline mee aan het wereldkampioenschap, waar hij op plek 62 eindigde. In 2021 werd hij nationaal kampioen in zowel de tijdrit als de wegwedstrijd, beide bij de beloften. In 2022 won hij twee etappes in de Ronde van Mazovië, alvorens niet meer van start te gaan in de vierde etappe. In maart 2023 won hij het puntenklassement in de Istrian Spring Trophy. Ruim drie maanden later werd hij wederom nationaal kampioen tijdrijden, ditmaal bij de eliterenners. In de Ronde van Mazovië won hij drie etappes en drie klassementen (naast het algemeen klassement ook het punten- en jongerenklassement). Daags na zijn overwinning in de Poolse etappekoers werd hij zesde in de Puchar MON.
In 2024 werd Kogut prof bij Israel-Premier Tech, dat hem na drie seizoenen liet doorstromen vanuit hun opleidingsploeg. Zijn debuut in de World Tour maakte hij in februari, toen hij aan de start stond van de Ronde van de Verenigde Arabische Emiraten. In maart en april reed Kogut enkele Belgische (semi-)klassiekers, waaronder de Classic Brugge-De Panne en Gent-Wevelgem. Namens de opleidingsploeg sprintte hij begin mei naar de tweede plaats in de Ronde van Overijssel, achter Declan Trezise.

## Overwinningen
2019
 Israëlisch kampioen tijdrijden, Junioren
2021
 Israëlisch kampioen tijdrijden, Beloften
 Israëlisch kampioen op de weg, Beloften
2022
2e en 3e etappe Ronde van Mazovië
2023
Puntenklassement Istrian Spring Trophy
 Israëlisch kampioen tijdrijden, Elite
1e, 2e en 3e etappe Ronde van Mazovië
Eind-, punten- en jongerenklassement Ronde van Mazovië
2024
 Israëlisch kampioen tijdrijden, Elite
 Israëlisch kampioen op de weg, Elite
6e etappe CRO Race

## Resultaten in voornaamste wedstrijden
|      | \| Jaar \| Gent-Wevelgem \| Parijs-Roubaix \| \| ---- \| ------------- \| -------------- \| \| 2024 \| opgave \| \| \| 2025 \| \| 105e \| |                |
| Jaar | Gent-Wevelgem | Parijs-Roubaix |
| 2024 | opgave |                |
| 2025 | | 105e           |

## Ploegen
- 2021 –  Israel Cycling Academy
- 2022 –  Israel Cycling Academy
- 2023 –  Israel Premier Tech Academy
- 2024 –  Israel-Premier Tech
- 2025 –  Israel-Premier Tech

Ackermann · Bennett · Blackmore (vanaf 3/5) · Boivin · Clarke · Einhorn · Frigo · Froome · Fuglsang · Gee · Hofstetter · Hollyman · Houle · Kogut · Neilands · Pickrell · Raisberg · Riccitello · Sagiv · Schultz · Schwarzmann · Sheehan · Stewart · Strong · Teuns · Van Asbroeck · Vernon · Williams · Woods · Würtz Schmidt · Zabel (tot 2/5) · Brown (stagiair)